# Veronika Faber
Veronika Faber (* 18. November 1945 in München) ist eine deutsche Schauspielerin.

## Leben und Werk
Sie besuchte die Schauspielschule Genzmer von Hertha Genzmer und spielte von 1965 bis 1969 im Theater am Turm in Frankfurt am Main, am Hessischen Staatstheater Wiesbaden und am Nationaltheater Mannheim. Ab 1970 trat sie, jeweils in München, am Volkstheater München, am Bayerischen Staatsschauspiel, an der Kleinen Komödie, am Theater 44, an der Bayerischen Staatsoper sowie an der Kleinen Komödie Hamburg und am Torturmtheater Sommerhausen unter Veit Relin auf. Von 1976 bis 1981 gehörte sie zum Ensemble der Münchner Lach- und Schießgesellschaft. Zu ihren Rollen gehörten unter anderem Pippa in Gerhart Hauptmanns Und Pippa tanzt!, Jessica in Shakespeares Der Kaufmann von Venedig und Anja in Tschechows Der Kirschgarten.
Zum Film kam Veronika Faber zur Zeit der Sexwelle und war danach in zahlreichen Spiel- und Fernsehfilmen sowie Serien wie Tatort und Die Hausmeisterin zu sehen. Auch als Diseuse machte sie sich einen Namen. Sie trat häufig zusammen mit ihrem Lebensgefährten, dem österreichischen Schauspieler Kurt Weinzierl, auf. Die gemeinsame Tochter, die Schauspielerin Annabel Faber, wurde 1984 geboren.

## Auszeichnungen
- 1987: Hersfeld-Preis[2]
- 1997: Schwabinger Kunstpreis[3] gemeinsam mit ihrem verstorbenen Ehemann Kurt Weinzierl

## Filmografie

### Kino
- 1970: Graf Porno bläst zum Zapfenstreich
- 1970: Dr. Fummel und seine Gespielinnen
- 1972: Mensch ärgere dich nicht
- 1974: Output
- 1975/77: Frauenstation
- 1977: Gefundenes Fressen
- 1979: Lena Rais
- 1982: Der Westen leuchtet!
- 1983: Kehraus
- 1984: Tapetenwechsel
- 1984: Tiger – Frühling in Wien
- 1985: Seitenstechen
- 1985: Die Einsteiger
- 1985: Marie Ward – Zwischen Galgen und Glorie
- 1987: Smaragd
- 2001: Professor Niedlich
- 2008: Echte Wiener – Die Sackbauer-Saga

### Fernsehen (Auswahl)
- 1972: Motiv Liebe (Fernsehserie, 1 Folge)
- 1973: Tatort – Tote brauchen keine Wohnung
- 1974–1975: Der Kommissar (Fernsehserie, 2 Folgen)
- 1975: Gestern gelesen (Fernsehserie, 1 Folge)
- 1975: Dein gutes Recht (Fernsehserie, 1 Folge)
- 1975: Das feuerrote Spielmobil (Fernsehserie, 1 Folge)
- 1976: Zwickelbach & Co. (Fernsehserie, 1 Folge)
- 1976: Inspektion Lauenstadt (Fernsehserie, 2 Folgen)
- 1977: Der Anwalt (Fernsehserie, 1 Folge)
- 1977: Drei sind einer zuviel (Fernsehserie, 4 Folgen)
- 1977–1983: Polizeiinspektion 1 (Fernsehserie, 3 Folgen)
- 1978: Tatort – Zürcher Früchte
- 1978: Mein Lieber Mann (Fernsehserie)
- 1979: Tatort – Maria im Elend
- 1979–1988: Der Millionenbauer (Fernsehserie, 7 Folgen)
- 1980: Der ganz normale Wahnsinn (Fernsehserie, 1 Folge)
- 1981: Der Gerichtsvollzieher (Fernsehserie, 1 Folge)
- 1981: Ein zauberhaftes Biest (Fernsehserie, 2 Folgen)
- 1981: Zurück an den Absender
- 1982: Tegtmeier klärt auf (Fernsehserie, 1 Folge)
- 1982: Zeit genug (Fernsehserie, 1 Folge)
- 1982: Treffpunkt Airport
- 1982: Das Hausschaf
- 1983: Kottan ermittelt (Fernsehserie, 1 Folge)
- 1983: Monaco Franze – Der ewige Stenz (Fernsehserie, Episode 1x03)
- 1983: Unsere schönsten Jahre (Fernsehserie, 4 Folgen)
- 1984: Titanic
- 1984: Mensch Baumann (Fernsehserie, 2 Folgen)
- 1984: Angelo und Luzy (Fernsehserie, 1 Folge)
- 1984: Die Trickreichen 7
- 1985: Tegtmeier (Fernsehserie, 1 Folge)
- 1986: Lauter Glückspilze (Fernsehserie)
- 1986: Rette mich, wer kann (Fernsehserie, 1 Folge)
- 1987: Waldhaus (Fernsehserie)
- 1987–1988: Die Hausmeisterin (Fernsehserie, 6 Folgen)
- 1987–2011: SOKO München (Fernsehserie, 3 Folgen)
- 1988: Zur Freiheit (Fernsehserie, 1 Folge)
- 1988: Ein Unding der Liebe
- 1988: Tatort – Die Brüder
- 1989: Löwengrube (Fernsehserie, 1 Folge)
- 1989: Meister Eder und sein Pumuckl (Fernsehserie, Folge Pumuckl will eine Uhr haben)
- 1989: Die schnelle Gerdi (Fernsehserie, 1 Folge)
- 1990: Die liebe Familie (Fernsehserie, 1 Folge)
- 1990: Wenn das die Nachbarn wüßten (Fernsehserie, 1 Folge)
- 1990: Damals auf Burg Wutzenstein (Fernsehserie)
- 1990–1993: Die Piefke-Saga (Fernsehmehrteiler, 4 Folgen)
- 1991: Ein Schloß am Wörthersee (Fernsehserie, 3 Folgen)
- 1992: Glückliche Reise – Bali (Fernsehreihe, 2 Folgen)
- 1992–1998: Weißblaue Geschichten (Fernsehserie, 3 Folgen)
- 1993: Hochwürden erbt das Paradies
- 1993: Tierärztin Christine
- 1994: Herbert und Schnipsi (Fernsehserie, 1 Folge)
- 1994: Die Rachegöttin
- 1995: Lutz & Hardy (Fernsehserie, 1 Folge)
- 1995–1997: Frauenarzt Dr. Markus Merthin (Fernsehserie, 4 Folgen)
- 1995–1998: Tohuwabohu (Fernsehserie, 16 Folgen)
- 1996: Die Unzertrennlichen (Fernsehserie)
- 1996: Der Bergdoktor (Fernsehserie, 1 Folge)
- 1996: Liebling Kreuzberg (Fernsehserie)
- 1997: Die Superbullen
- 1997: Solo für Sudmann (Fernsehserie, 12 Folgen)
- 1997: Die letzte Rettung
- 1997: Ein Bayer auf Rügen (Fernsehserie, 1 Folge)
- 1998: Der kleine Dachschaden
- 1998–1999: Kaisermühlen Blues (Fernsehserie, 3 Folgen)
- 1998–2001: Tierarzt Dr. Engel (Fernsehserie, 4 Folgen)
- 1999: Ich wünsch Dir Liebe
- 1999: Alle meine Töchter (Fernsehserie)
- 1999: CityExpress (Fernsehserie)
- 2000: Mein absolutes Lieblingslied
- 2000: Weißblaue Geschichten (Fernsehserie)
- 2001: ...und plötzlich wird es dunkel in meinem Leben
- 2002: Ein Hund für alle Fälle
- 2002: Froschkönig
- 2004–2019: Die Rosenheim-Cops (Fernsehserie, 3 Folgen)
- 2005: Forsthaus Falkenau – Beweislast (Fernsehserie)
- 2005: SOKO Kitzbühel (Fernsehserie, 1 Folge)
- 2005: Rosamunde Pilcher (Fernsehserie, 1 Folge)
- 2007: Alles außer Sex (Fernsehserie, 1 Folge)
- 2007: Da kommt Kalle (Fernsehserie)
- 2007: Liebe, Barbys und ein großes Herz
- 2007: Wiedersehen in Verona
- 2007, 2011: Um Himmels Willen (Fernsehserie, Folgen 6x13 und 10x01)
- 2010: Do-Axt
- 2011: Klarer Fall für Bär
- 2013: Im Schleudergang (Fernsehserie, Folge 1x01)
- 2013: Hubert und Staller (Fernsehserie, 1 Folge)
- 2014: Der Alte (Fernsehserie, 1 Folge)
- 2016: Neid ist auch keine Lösung
- 2019: Watzmann ermittelt (Fernsehserie, 1 Folge)
- 2022: Marie fängt Feuer: Ungewisse Zukunft
- 2023: Frühling: Das Geheimnis vom Rabenkopf

## Theater (Auswahl)
- 1982: 1 ZU 1 (UA) (Kellertheater Innsbruck u. Aufz. ORF)
- 1985: Heimatlos (Steirischer Herbst Graz, Regie: Kurt Weinzierl)
- 1986: Der Herr Karl und Wunschkonzert für den Herrn Karl (Residenztheater München)
- 1986: Was ihr wollt (Bad Hersfeld, Regie: Christian Quadflieg)
- 1987: Eine Kabarettitische Tragödie (Hinterhoftheater München Aufzeichnung ORF, Regie: Günter Schatzhofer)
- 1990: Beziehungskisten (Tournee und Aufzeichnung ORF, Regie: Wilfried Grote)
- 1991: Rache und Torte (Hinterhoftheater München, Regie: Wilfried Grote)
- 1993: Tirili (Tiroler Volksschauspiele, Regie: Kurt Weinzierl)
- 1993: Germanisches Café (Gasteig München, Regie: Rolf P. Parchwitz)
- 1994: Ein Versteck im 20. Jahrhundert (Volkstheater München, Regie: Rolf P. Parchwitz)
- 1997: Himmel und Liebe (Hinterhoftheater München, Regie: Rolf P. Parchwitz)
- 1998: Hias (Gärtnerplatztheater, Regie: Kurt Weinzierl)
- 2000: Von Zweit zu Zweit (Münchner Lach und Schießgesellschaft, Regie: Wilfried Grote)
- 2001: Das Weisse Rössel (Seebühne Felden, Regie: Kurt Weinzierl)
- 2002: 1805 (Theatersommer 02, Regie: Uwe Niesig)
- 2002: Grillparzer im Pornoladen (Tarns, München; Regie: Fabian Karnetz)
- 2002: Nathan der Weise (Theatersommer 02, Regie: Uwe Niesig)
- 2003: Hias (Kl. Komödie München, Regie: Kurt Weinzierl)
- 2005: Romeo und Julia (Theaterfest 2005, Regie: Cordula Trantow)
- 2005: Andersens Welt (Theaterfest 2005, Regie: Cordula Trantow)
- 2006: Ein Sommernachtstraum (Bayr. Theaterfestival 2006, Regie: Cordula Trantow)
- 2007: Königlich Bayerisches Amtsgericht – Die Dachserin (Prinzregententheater München, Regie: Florina Kern)
- 2008: Königlich Bayerisches Amtsgericht – Die Revolutzerin (Prinzregententheater München, Regie: Florina Kern)
- 2008: Königlich Bayerisches Amtsgericht – Die Kräuterhex (Prinzregententheater München, Regie: Florina Kern)
- 2009: Kommt ein Mann zur Welt (Akademietheater München, Regie Louis Villinger)
- 2011: Wetterleuchten (Teamtheater München, Regie: Fabian Karnetz)
- 2011: Arsen und Spitzenhäubchen (Tournee–Theater Thespiskarren, Regie Cordula Trantow)